# 魔法少女さん
『魔法少女さん』（まほうしょうじょさん）は、縛による日本の4コマ漫画。『ヤングアニマルDensi』（白泉社）にて2013年5月17日更新分から2014年12月26日更新分まで連載された。話数の単位は「#○○」。

## 登場人物

### 主要人物
伊藤聡汰（いとう そうた）
一人暮らしをしていた大学生。魔法少女からは「イトウくん」と呼ばれている。
スコットの持参した資料によれば、「真面目で勤勉なヲタク」「理解力・順応力ともに極めて高い」とのことで、さらに「魔法少女萌えは全く無し」と記載されており、このことが魔法少女が聡太の家を担当区域内での拠点に決めた要因になっている。
魔法少女
聡汰の家に居候している年齢不詳の「魔法少女」。とっつきやすく、親しみがあり広く通用することと、適当なことを言っても許される感じがあるという理由で関西弁を話す。
性格と言動共にオッサンそのものだが、根は真面目（ただし、不真面目な面もある）。
本名はあるらしいが、本人曰く「己を捨て職務を全うしようという『滅私奉公』の精神から」という理由で、名前は捨てたとのこと。
スコット
魔法少女の相棒のタマゴ型マスコット。寡黙だがよく気が付く性格。

### 魔法運用管理委員会関係者
ヒゲ
魔法運用管理委員会最高責任者で魔法少女の上司。
犬飼
ヒゲ直属の部下。

### その他の登場人物
土井信彦（どいのぶひこ）
泣き上戸の大学生。聡汰と同じ大学に通っている。彼女のカヲリに一度はフラれたが、魔法少女の助力によって無事に復縁、以降は良好な関係を築いている。
あだ名はドブヒコ。
カヲリ
ノブヒコの彼女。
パイパイ
魔法を悪用して利益を得ている「悪徳魔法少女」で、無免許のモグリだが根は働き者。狭い所を好む。
行き倒れていたところを聡汰の元カノに助けられ、彼女の家にあげてもらい意気投合したことがきっかけで同居を始めた。
冥冥（ミンミン）
パンダ型のマスコット。パイパイと行動を共にしている。黒い性格。スコットと違い普通に話す。
元カノ
聡汰と同じサークルの先輩で彼曰く「押しが強くて積極的でとにかく無邪気」。聡汰の元カノ。

## 単行本
- 縛 『魔法少女さん』 白泉社〈ジェッツコミックス〉、全2巻
  1. 『魔法少女さん』 2014年4月28日発売 ISBN 978-4-592-14017-7
  2. 『魔法少女さん ふぉ〜えば〜』 2014年12月26日発売 ISBN 978-4-592-14023-8